# عملية الاتحاد الأوروبي العسكرية في جمهورية الكونغو الديمقراطية (2006)

شعار البعثة في جمهورية الكونغو الديمقراطية

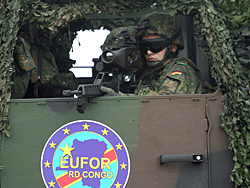
القوات الألمانية خلال عملية الاتحاد الأوروبي

كانت بعثة الاتحاد الأوروبي في جمهورية الكونغو الديمقراطية بمثابة انتشار قصير للاتحاد الأوروبي عام 2006 في جمهورية الكونغو الديمقراطية. في 25 نيسان / أبريل 2006، اعتمد مجلس الأمن التابع للأمم المتحدة القرار 1671 (2006)، الذي يأذن بالنشر المؤقت لقوة تابعة للاتحاد الأوروبي لدعم بعثة الأمم المتحدة في جمهورية الكونغو الديمقراطية خلال الفترة التي تشمل الانتخابات العامة في جمهورية الكونغو الديمقراطية، والتي بدأت في 30 يوليو 2006.
وافق المجلس الأوروبي على بدء العملية العسكرية للاتحاد الأوروبي وعين الفريق كارلهاينز فيريك (ألمانيا) قائدا للعملية واللواء كريستيان داما (فرنسا) قائدا لقوة الاتحاد الأوروبي. كان مقر العمليات هو القيادة العملياتية للقوات المسلحة المعينة من قبل ألمانيا في بوتسدام، ألمانيا. 
تم تكليف البعثة بما يلي:
- دعم وتوفير الأمن لمنشآت بعثة الأمم المتحدة وموظفيها؛
- المساهمة في حماية المطار في كينشاسا؛
- المساهمة في حماية المدنيين المعرضين لتهديد وشيك بالعنف الجسدي؛
- عمليات الإخلاء في حالة الطوارئ.

انتهت المهمة في 30 نوفمبر 2006. 